# Улица Доватора (Москва)
Улица Дова́тора — улица в центре Москвы в Хамовниках между 3-й Фрунзенской улицей и Хамовническим Валом.

## Происхождение названия
Названа в 1960 году в память о Герое Советского Союза Л. М. Доваторе (1903—1941) — командире кавалерийского корпуса (погиб под Рузой в районе деревни Палашкино), который жил на этой улице. Прежнее название — улица Малые Кочки — по характеру прилегающей местности, кочковатому болоту. Рядом существовала улица Большие Кочки (ныне часть Комсомольского проспекта).

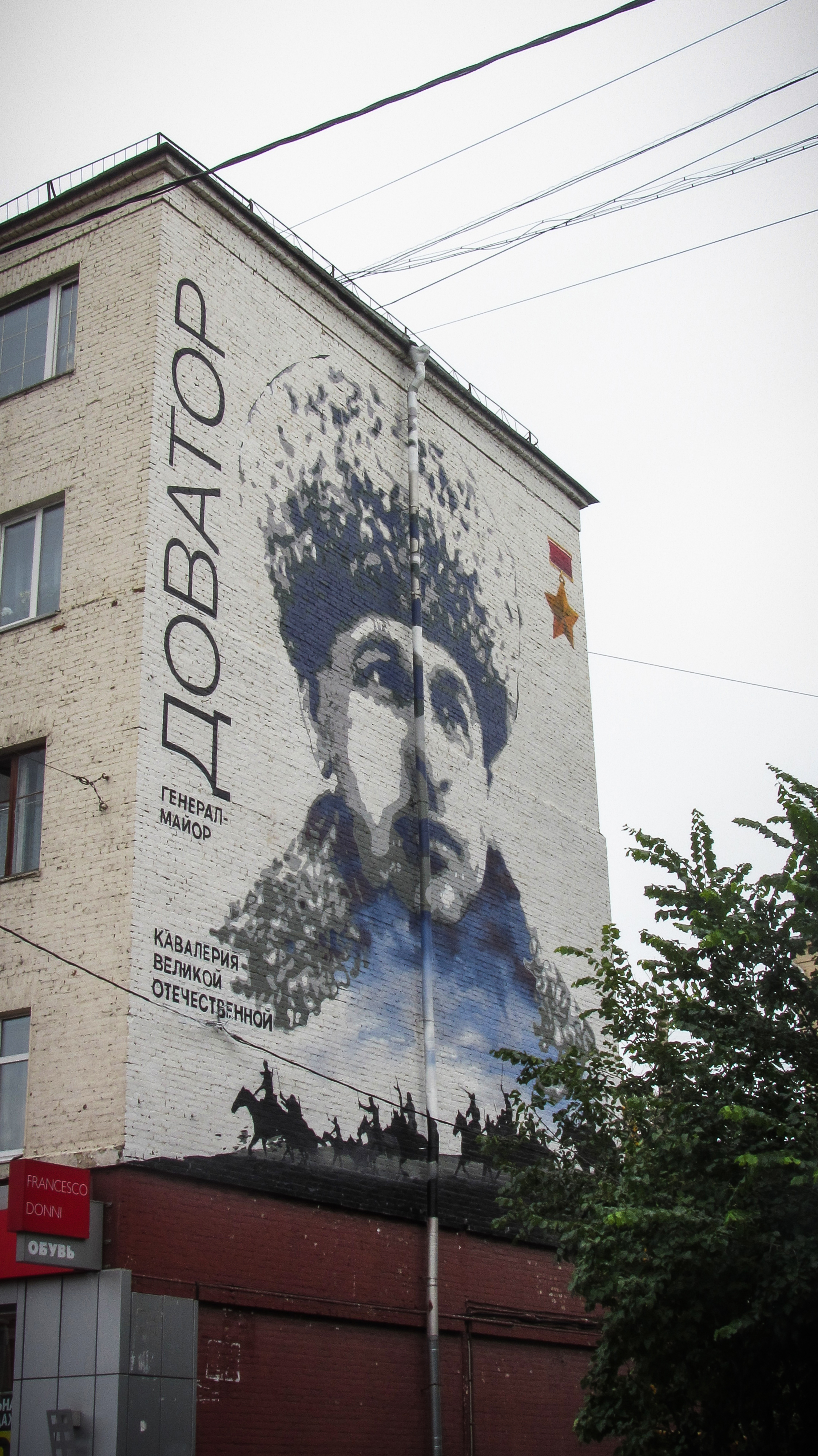
Граффити на доме 11 по улице Доватора, созданное в рамках проекта, посвящённого 70-летию Великой Победы

## Описание
Улица Доватора начинается тупиком в городском квартале между Усачёвой улицей, Трубецкой и улицей Ефремова, проходит на юго-запад, слева на неё выходит 3-я Фрунзенская улица, затем пересекает улицы: Кооперативную, 10-летия Октября, Савельева (справа) и выходит на Хамовнический Вал.

## Здания и сооружения
По нечётной стороне:
- № 5/9 — школа № 54;
- № 9 — Центр исследований транспортной инфраструктуры;
- № 13 — Общероссийская общественная организация «Санам»;
- № 15 — Городская клиническая больница № 61;

По чётной стороне:
- № 10 — Первый московский хоспис Департамента здравоохранения г. Москвы;
- 12—14 — дома жилого массива «Усачёвка» (1925—1928, архитектор А. И. Мешков, при участии Н. Молокова, Н. Щербакова, инженеров Г. Масленникова, А. Волкова и др.)
  - № 12, корпус 2, строение 5 — налоговая инспекция № 4 Центрального адм. округа;
  - № 14 — детский туристический клуб «Форпост».

## Транспорт
С недавнего времени по улице проходят автобусные маршруты м6, 220 и с216 (маршрут с216 сейчас работает только в будние дни, хотя изначально работал всю неделю). Движение происходит ближе к концу улицы с одной остановкой на чётной стороне.